# ジェイソン・ボッツ
ジェイソン・カール・ボッツ（Jason Carl Botts, 1980年7月26日 - ）は、アメリカ合衆国カリフォルニア州パソロブレス出身の元プロ野球選手（内野手）。右投両打。
パソロブレス出身としてはハル・レインに次いで史上2人目のメジャーリーガーである。

## 経歴

### プロ入りとレンジャーズ時代
MLBドラフト46巡目でテキサス・レンジャーズから指名を受けて契約。
2005年9月14日、対ボルチモア・オリオールズ戦でテキサス・レンジャーズからメジャーデビュー。この年は27打数で8安打3打点を挙げたものの13三振を喫した。
2006年5月28日の対オークランド・アスレチックス戦でカーク・サールースからメジャー初本塁打を放つ。しかしこの年も、ほとんどをAAA級で過ごすことになった。2007年は8月1日にメジャー再昇格し、自己最多の48試合に出場。打率.240、2本塁打、14打点という成績を残す。また、指名打者での出場がほとんどだった。
2008年は2本塁打を放ったものの打率.158と結果を残せず、4月29日にレンジャーズから戦力外に。その後傘下のAAA級でプレーしていた。

### 日本ハム時代
2008年6月13日に日本プロ野球（NPB）の北海道日本ハムファイターズから入団が発表された（名前が「ジェイソン」だったことと、当日が「13日の金曜日」だったことで話題となった）。
日本ハム入団後、7月1日のファームデビュー戦でいきなりサヨナラ本塁打を放つと、7月5日には左右両打席で本塁打を放った。
翌週には一軍に昇格するが、日本特有の落ちるボールに苦戦し、しばらくは打率.160と低迷。左打席では1本も安打を打てず、右投手相手に右打席に入ったこともあった。。しかし、8月中旬に森本稀哲から精神面でのアドバイスを受けたことや、自らが日本の野球に慣れたことで8試合連続安打2本塁打と打撃が軌道に乗り始め、終盤は左投手相手のスタメンや代打などでの出場が増え、8月以降の打率が.307という活躍で最終的には打率も.254まで上げた。さらに右打席では3割5分を超える打率を残した。NPB1年目で、シーズンとクライマックスシリーズを通し、自身が在籍する日本ハム以外のパ・リーグ5球団から本塁打を打っている。
当初は2008年のシーズン終了までの契約だったが、後半戦の活躍から翌年の飛躍を期待するとして12月3日に1年間の契約延長が正式に発表された。
2009年、キャンプを一軍でスタートするも、オープン戦で結果を残すことができず開幕は二軍スタートとなった。5月に不調に陥ったルイス・ヒメネスに代わり一軍に昇格。チームの都合上すぐ抹消されたが、満塁本塁打を放つなど存在感をアピールした。そして10月7日の対西武戦と10月8日の対オリックス戦では4番・一塁手として出場した。同年10月11日付で退団となった。

### 日本ハム退団後
2010年は、シカゴ・ホワイトソックスとマイナー契約したが、その後アメリカ独立リーグのアトランティックリーグに加盟するカムデン・リバーシャークスと契約。
2011年もアトランティックリーグのヨーク・レボリューションで開幕を迎えたが、5月19日にニューヨーク・メッツとマイナー契約を結んだ。
2012年から2013年までメキシカンリーグでプレー。
2014年はアメリカ独立リーグのアメリカン・アソシエーションに加盟するグランドプレーリー・エアーホッグスに所属。

## 人物
日本ハムでの応援歌は、当初はトニー・ブリューワ用に作られ、後にマイク・マーシャルに使われたものが用意された。一方、打てないボッツに業を煮やした関東の応援団が、同年8月10日の対西武戦から『崖の上のポニョ』の主題歌のサビの替え歌を関東の球場限定の応援歌として使用開始。この応援歌の歌詞の最後は、当初「大きなファウル」だったが、後に彼の調子が上がっていき、「大きなホームラン」に変わった。なお、この応援歌は当の本人も少なからず心を痛めたといい、球団側は翌年のキャンプでは練習中にこの主題歌の使用を禁止するなど配慮した。後に、札幌の応援団がこの件に関してファンに謝罪している。2009年シーズンより新しい応援歌が作られた。

## 詳細情報

### 年度別打撃成績
| 年 度    | 球 団    | 試 合 | 打 席 | 打 数 | 得 点 | 安 打 | 二 塁 打 | 三 塁 打 | 本 塁 打 | 塁 打 | 打 点 | 盗 塁 | 盗 塁 死 | 犠 打 | 犠 飛 | 四 球 | 敬 遠 | 死 球 | 三 振 | 併 殺 打 | 打 率 | 出 塁 率 | 長 打 率 | O P S |
| -------- | -------- | ----- | ----- | ----- | ----- | ----- | -------- | -------- | -------- | ----- | ----- | ----- | -------- | ----- | ----- | ----- | ----- | ----- | ----- | -------- | ----- | -------- | -------- | ----- |
| 2005     | TEX      | 10    | 30    | 27    | 1     | 8     | 0        | 0        | 0        | 8     | 3     | 0     | 0        | 0     | 0     | 3     | 0     | 0     | 13    | 1        | .296  | .367     | .296     | .663  |
| 2006     | TEX      | 20    | 60    | 50    | 8     | 11    | 4        | 0        | 1        | 18    | 6     | 0     | 0        | 0     | 2     | 8     | 1     | 0     | 18    | 0        | .220  | .317     | .360     | .677  |
| 2007     | TEX      | 48    | 190   | 167   | 19    | 40    | 8        | 1        | 2        | 56    | 14    | 1     | 0        | 0     | 1     | 19    | 0     | 3     | 59    | 8        | .240  | .326     | .335     | .662  |
| 2008     | TEX      | 15    | 46    | 38    | 2     | 6     | 3        | 0        | 2        | 15    | 5     | 0     | 0        | 0     | 0     | 8     | 0     | 0     | 18    | 0        | .158  | .304     | .395     | .699  |
| 2008     | 日本ハム | 55    | 159   | 142   | 14    | 36    | 9        | 0        | 5        | 60    | 16    | 0     | 0        | 0     | 1     | 14    | 0     | 2     | 53    | 2        | .254  | .327     | .423     | .750  |
| 2009     | 日本ハム | 11    | 24    | 21    | 4     | 5     | 3        | 0        | 1        | 11    | 6     | 0     | 1        | 0     | 0     | 1     | 0     | 2     | 7     | 0        | .238  | .333     | .524     | .857  |
| MLB：4年 | MLB：4年 | 93    | 326   | 282   | 30    | 65    | 15       | 1        | 5        | 97    | 28    | 1     | 0        | 0     | 3     | 38    | 1     | 3     | 108   | 9        | .230  | .325     | .344     | .669  |
| NPB：2年 | NPB：2年 | 66    | 183   | 163   | 18    | 41    | 12       | 0        | 6        | 71    | 22    | 0     | 1        | 0     | 1     | 15    | 0     | 4     | 60    | 2        | .252  | .328     | .436     | .763  |

### 背番号
- 44 （2005年）
- 20 （2006年）
- 19 （2007年）
- 29 （2008年 - 同年途中）
- 39 （2008年途中 - 2009年）
- 41 （2011年）

### 記録
NPB
- 初出場・初先発出場：2008年7月8日、対千葉ロッテマリーンズ13回戦（千葉マリンスタジアム）、6番・指名打者として先発出場
- 初安打・初打点：2008年7月9日、対千葉ロッテマリーンズ14回戦（千葉マリンスタジアム）、7回表に川崎雄介から右翼線適時二塁打
- 初本塁打：2008年7月15日、対東北楽天ゴールデンイーグルス14回戦（東京ドーム）、2回裏に長谷部康平から左中間へソロ